# Terry Hall
Terry Hall (Coventry, 19 maart 1959 – 18 december 2022) was de zanger van de Britse skagroep The Specials. Ook was hij zanger van Fun Boy Three, The Colourfield, Terry, Blair & Anouschka en Vegas. Hall maakte ook een aantal soloalbums. Hij werkte samen met onder meer Dave Stewart (Eurythmics), The Lightning Seeds, Gorillaz en Lily Allen.

## Biografie
Hall begon zijn muzikale loopbaan eind jaren zeventig bij de punkband Squad. De groep was alleen bekend in Halls woonplaats Coventry. Uit dezelfde plaats komen de skagroep The Selecter en zangeres Hazel O'Connor. Deze artiesten braken allen in dezelfde periode door bij een groter publiek.

### The Specials
Toen Hall het voor gezien hield bij Squad ging hij verder met een eigen groep, The Coventry Automatics, die later hun naam veranderden in The Specials. Deze groep legde zich toe op ska. Ze werd ontdekt door BBC Radio 1 DJ John Peel, die onder de indruk raakte van hun single "Gangsters". Peel gaf het nummer airplay, waarmee de naam van de band gevestigd werd. Het eerste album van The Specials was naamloos. Hall schreef het samen met Jerry Dammers. De groep bestond verder onder meer uit Lynval Golding en Neville Staple.
Ook de tweede single, "A Message To You, Rudy", werd een hit. 'Rudy' is een afkorting voor 'Rudeboy'. Het gaat erover dat je iets van je leven moet maken en niet moet lanterfanten, blijkens de tekst 'Stop your fooling around, better think of your future'.
Op dat moment vierde de ska zijn hoogtijdagen en soortgelijke bands als Madness, The Selecter en The Beat kenden succes.
In 1980 verscheen de opvolger More Specials; van dit tweede, experimentele album, sloeg het nummer "Rat Race" aan. In 1981 hadden The Specials een hit met "Ghost Town", maar met de ska-rage ging het in dat jaar bergafwaarts. Alleen Madness hield het nog redelijk vol, maar andere groepen als The Selecter liepen op hun laatste benen. Onderlinge spanningen binnen de band zorgden ervoor dat Hall, Golding en Staple zich afsplitsen, omdat ze zich geremd voelden in hun creativiteit. Na hun vertrek midden 1981 gingen de overige groepsleden van The Specials door als The Special AKA, maar het succes van een jaar eerder werd nooit meer overtroffen.

### Fun Boy Three
Samen met Golding en Staple ging Hall verder als Fun Boy Three. Deze groep richtte zich meer op popmuziek en minder op ska, maar met behoud van de sociaal-politieke boodschap. Eind 1981 kwam de single "The Lunatics Have Taken Over The Asylum" uit, die verboden werd, omdat het nummer te confronterend zou zijn voor (ex-) psychiatrische patiënten en hun familieleden. In 1982 had Fun Boy Three twee hits samen met Bananarama, een meidengroep die in opkomst was. Het nummer "It Ain't What You Do (It's The Way That You Do It)" prijkte hoog in de Europese hitlijsten. Het ander nummer heette "Really Sayin' Something".
In datzelfde jaar speelde Fun Boy Three mee in de clip "Driving In My Car" van Madness. In 1983 volgde een hit "Our Lips Are Sealed", die Terry samen heeft geschreven met Jane Wiedlin gitarist van The Go-Go's, met wie hij een kortstondige geheime relatie heeft gehad tijdens een korte Amerikaanse tour samen, zij brachten het nummer eerder uit, in 1981. June Miles Kingston zong met Fun Boy Three mee op het nummer en was tevens de drummer.

### The Colourfield

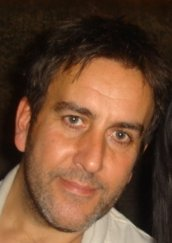
Terry Hall

Na het uiteenvallen van Fun Boy Three richtte Hall in 1984 The Colourfield op met Ian Broudie, later bekend als zanger van The Lightning Seeds (waaraan Hall later gastbijdragen zou leveren). Deze band maakte heel andere muziek dan de Specials en Fun Boy Three. In 1985 verscheen het debuutalbum Virgins and Philistines waarvan Thinking Of You de grootste hit zou worden.
Na het tweede album viel de Colourfield uiteen.

### Terry, Blair and Anouschka
Eind jaren tachtig werkte Hall samen met actrice Blair Booth en Anouschka Groce, een juwelier. Samen vormden ze een groep die hun drie voornamen droeg. Ze maakten een soort "kitscherige jaren 60 pop", zoals ze het zelf omschreven. Hall heeft altijd gezegd een groot fan van jaren 60-muziek te zijn geweest. Hun single "Missing" werd eind 1989 een bescheiden hit. In 1990 volgde het eerste volwaardige album Ultra Modern Nursery Rhymes. Het was de bedoeling met het album te toeren, maar de groep viel wegens meningsverschillen vlak na het uitkomen van het album uiteen.

### Solo en samenwerkingen
In 1992 maakte Hall een album met Dave Stewart van de Eurythmics onder de naam Vegas. Daarna verschenen er vier soloplaten (Terry Hall, Home, Laugh en The Hour Of Two Lights) vol dromerige ballads. Op het Europese vasteland deden de albums niet veel, maar in Groot-Brittannië kregen Halls soloalbums een groep trouwe fans.
In 2001 was Hall een van de gastzangers op het debuutalbum van Gorillaz, de groep van ex-Blur zanger Damon Albarn. Hij zong mee op hun single "911", een nummer over de terroristische aanslagen op Amerika op 11 september 2001.
In 2007 zong hij mee op het album Speakers And Tweeters van de groep Dub Pistols. In hetzelfde jaar stond hij met zangeres Lily Allen op het Glastonbury Festival in Engeland, waar hij samen met haar en Golding "Gangsters" van The Specials zong.

### Reünie
Hall heeft zich jarenlang verzet tegen een Specials-reünie, maar uiteindelijk ging hij dan toch overstag en kondigde hij op 30 maart 2008 een comeback van de oorspronkelijke bezetting aan. De oorspronkelijke bezetting dunde geleidelijk uit. Dammers werd volgens eigen zeggen al op dag één buiten spel gezet door Halls manager, Staple en gitarist Roddy Radiation kozen voor hun solocarrières, en drummer John Bradbury overleed eind 2015. In februari 2019 brachten de Specials, aan de vooravond van hun 40-jarig jubileum het album Encore uit. In 2021 volgde Protest Songs 1924-2012, een verzameling minder bekende protestliederen.

### Overlijden
The Specials zouden een nieuw album met eigen composities opnemen, maar de geplande opnamesessies vonden geen doorgang; Hall overleed na een kort ziekbed op 63-jarige leeftijd aan alvleesklierkanker.

## Trivia
- Hall stond erom bekend dat hij nauwelijks lachte en chagrijnig overkwam. Daar had hij zijn handelsmerk van gemaakt en hij maakte er graag kwinkslagen over in interviews. Zo zei hij eens: "Mensen die mij niet kennen denken dat ik depressief ben. Mensen die mij wel kennen weten dat ik depressief ben."
- In het mei 2019-nummer van het Britse tijdschrift Q noemde Hall Madness het slechtste voorbeeld van een groep die zich door The Specials heeft laten inspireren: "Ze hebben onze ideeën gepikt en er een lachfilm van gemaakt".

- Bibsys: 9010922
- Biblioteca Nacional de España: XX1310081
- Bibliothèque nationale de France: cb14042651k (data)
- Gemeinsame Normdatei: 134396235
- International Standard Name Identifier: 0000 0001 2023 5390
- Library of Congress Control Number: n92119585
- MusicBrainz: 831a9925-d580-445b-a982-808aa925da31
- Nationale Bibliotheek van Tsjechië: xx0137983
- Istituto Centrale per il Catalogo Unico: BCTV006818
- SNAC: w6h5490f
- Virtual International Authority File: 33213330
- WorldCat: E39PBJjMDxrPJP6qXGHGF7D8YP